# Tupolev Tu-16
Tupolev Tu-16 (NATO: Badger) a fost un bombardier strategic bimotor cu reacție proiectat în URSS. Zboară de peste 50 de ani, acum în varianta as Xian H-6 la Forțele aeriene chineze